# سوفیا کنین
سوفیا آنا کنین (انگلیسی: Sofia Anna Kenin؛ زاده ۱۴ نوامبر ۱۹۹۸ در مسکو روسیه) تنیسور آمریکایی است. او در رتبه‌بندی WTA در بخش انفرادی در رتبه ۶ و در بخش دوبل در رتبه ۳۳ قرار دارد.

## مسابقات حرفه‌ای
کنین در مسابقات آزاد استرالیا ۲۰۲۰، انفرادی به مقام قهرمانی رسید. او در مسابقات رولان گاروس ۲۰۲۰ هم به فینال رسید، اما بازی را به ایگا شفیونتک واگذار کرد. همچنین او در بخش دوبل نیز به یک چهارم نهایی رسید.